# Lilo & Stitch 2
Lilo & Stitch 2 (eng. titel: Lilo & Stitch 2: Stitch Has a Glitch) er en tegnefilm fra 2005 og efterfølgeren til Disney-filmen Lilo & Stitch fra 2002. Filmen blev udgivet direkte på DVD i 30. august 2005 i USA

## Handling
Lilo og Stitch er nu blevet endnu bedre venner. Men så sker noget med Stitch. Han begynder at ødelægge ting igen, efter at han har været god. Det skydes, at oprettelsen af Stitch gjorde noget forfærdeligt.
Det startede alt sammen som et flashback, som viste det galaktiske politi trænge ind i Jumbas laboratorium, mens han var ved at oplade hans molekyler. En af betjentene gør en fejltagaelse og hiver kablet ud af maskinen før de tager Jumba og Stitch, her under navnet Eksperiment 626, med til domstolen.
Derefter vender vi tilbage til nutiden på planeten Jorden, på øen Hawaii, hvor hula-skolen som Lilo går på har tænkt sig, at afholde en konkurrence for at skabe deres egen hule. Men Stitch ødelægger alt og må prøve at blive god endnu en gang. Jumba synes det virker mistænktsomt, at Stitch er begyndt at opføre sig ondt igen og tager sagerne i egne hænder.

## Danske stemmer
- Lilo: Tillie Bech
- Stitch: Amin Jensen
- Nani: Anne Oppenhagen Pagh
- David: Paw Henriksen
- Jumba: John Hahn-Petersen
- Pleakley: Anders Bircow
- Hula-lærer: Morten Staugaard